# Jagdkommando
Jagdkommando er en specialenhed i den østrigske hær.
Til enhedens opgaver hører terrorbekæmpelse, befrielse af militære gidsler og indsats i krigs- eller kriseområder.